# Romulus (fabulista)
Romulus es el autor, ahora considerado una figura legendaria, de las versiones de las fábulas de Esopo en latín. Estos se transmitieron en Europa occidental y se convirtieron en textos escolares importantes para la educación temprana. Se supone que Romulus vivió en el siglo quinto. 
El Rómulo de la tradición medieval, por lo tanto, representa una serie de atribuciones tradicionales de manuscritos latinos de fábulas de bestias . Estos se basan en adaptaciones en prosa de Fedro (siglo I d. C.). Los textos de Romulus constituyen la mayor parte de la 'Esopo' medieval.
Los académicos identifican varios hilos de manuscritos:
- El Romulus Ordinarius ( Romulus Vulgaris ), 83 cuentos conocidos en un texto del siglo noveno;
- El Rómulo de Viena ;
- El Rómulo de Nilant, 45 fábulas,  publicado en 1709 por Johan Frederik Nilant (Jean-Frédéric Nilant).

Estas obras en prosa dieron lugar a versificaciones: el Novus Aesopus de Alexander Neckam, el verso Rómulo a menudo atribuido a Gualterus Anglicus (Rómulo de Nevelet). Una mayor adaptación y expansión de esas obras construyeron la tradición medieval de Esopo. 
Ahora se considera que la Esope de Adémar de Chabannes (67 fábulas) deriva del Romulus Ordinarius .
El Romulus Roberti (22 fábulas) está tomado del Romulus anglo-latino, con los cuatro primeros cuentos de Marie de France .